# Venlo

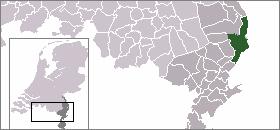
Lägeskarta

Venlo är en kommun i provinsen Limburg i Nederländerna. Kommunens totala area är 86,41 km² (där 1,75 km² är vatten) och invånarantalet är på 100 301 invånare (2010), varav 39 000 bodde i staden (2012). Venlo ligger nära tyska gränsen, 
och Ruhrområdets regionala tågsystem har en slutstation i staden, som även har tågförbindelse direkt till Eindhoven, varifrån man kan nå hela Nederländerna.
Fotbollslaget VVV-Venlo spelar sedan 2017 i Eredivisie ("Ärodivisionen"), Nederländernas förnämsta fotbollsliga, men höll tidigare ofta till i Eerste divisie ("Första Divisionen"), vilken är landets näst högsta liga.